# 小行星4740
小行星4740（英語：4740 Veniamina）是一颗围绕太阳公转的小行星。1985年10月22日，柳德米拉·瓦斯列娜·朱然勒娃在克里米亚发现了此天体。
这颗小行星的绝对星等为260.9059268427829等。